# Dębienica

Dębienica (prononciation : [dɛmbjɛˈnit͡sa]) est un village polonais de la gmina de Długosiodło dans le powiat de Wyszków de la voïvodie de Mazovie dans le centre-est de la Pologne.
Il se situe à environ 6 kilomètres au sud-ouest de Długosiodło (siège de la gmina), 20 kilomètres au nord-est de Wyszków (siège du powiat) et à 72 kilomètres au nord-est de Varsovie (capitale de la Pologne).

## Histoire
De 1975 à 1998, il faisait partie du territoire de la Voïvodie d'Ostrołęka